# 12982 Kaseybond
12982 Kaseybond è un asteroide della fascia principale. Scoperto nel 1979, presenta un'orbita caratterizzata da un semiasse maggiore pari a 2,3869162 au e da un'eccentricità di 0,0985429, inclinata di 6,47514° rispetto all'eclittica.